# Ampittia
Ampittia es un género de lepidópteros ditrisios perteneciente a la familia Hesperiidae. 

## Especies
- Ampittia capenas
- Ampittia dalailama
- Ampittia dioscorides
- Ampittia maro
- Ampittia maroides
- Ampittia miyakei
- Ampittia nanus
- Ampittia parva
- Ampittia trimacula
- Ampittia virgata